# X-41 Common Aero Vehicle

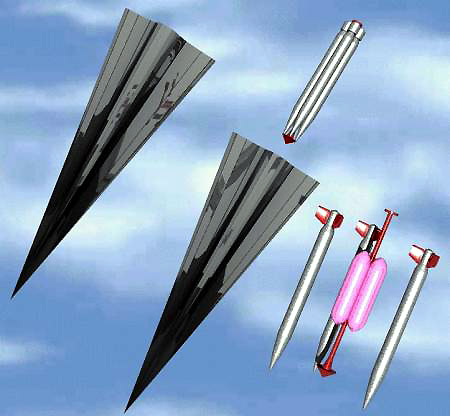
Konzeptzeichnung des X-41 Common Aero Vehicle der NASA

Das X-41 Common Aero Vehicle ist oder war ein unter Verschluss stehendes Entwicklungsprojekt für ein US-Militärraumfahrzeug. Zumindest bis 2006 wurden keine Spezifikationen oder Bilder veröffentlicht. Die X-41 wurde als steuerbares Wiedereintritts-Flugzeug beschrieben, das eine Nutzlast von 450 kg im suborbitalen Hyperschallflug in die Erdatmosphäre entlassen kann.
Die X-41 war Teil des mittlerweile eingestellten FALCON-Programms und wird oder wurde von der NASA und der DARPA finanziert.